# Vidarbha

Posizione del Vidarbha nell'India

Vidarbha è una regione storico-geografica e uno stato proposto dell'India. Occupa le divisioni di Nagpur e Amravati dello stato del Maharashtra, di cui costituisce la porzione nordorientale. Il centro principale è la città di Nagpur. Le lingue più parlate sono il varhadi e lo zadi, due dialetti del marathi, e la religione prevalente è l'induismo. Al censimento del 2011 la popolazione era di 23 003 179 abitanti.

## Storia
La Divisione di Amravati è nota storicamente come Berar, e come tale ha fatto parte del Sultanato di Berar, del Berar Subah all'interno dell'Impero Moghul e successivamente della Provincia del Berar. La Divisione di Nagpur è stata invece sede del Regno di Nagpur, e della successiva Provincia di Nagpur. Le due province furono in seguito unificate nell'agenzia delle Province Centrali e Berar, nell'ambito dell'India britannica.
Dopo l'indipendenza dell'India, la regione fu inclusa nello stato del Madhya Pradesh, ma, in seguito allo States Reorganisation Act del 1956, entrò a far parte dello Stato di Bombay, e nel 1960 fu compresa nel neonato stato del Maharashtra, in virtù della sua appartenenza linguistica.

## Economia
La regione è prevalentemente agricola, ma è anche un centro minerario e industriale. La regione di Nagpur è nota per la coltivazione di arance e cotone. Vidarbha detiene i due terzi delle risorse minerarie del Maharashtra e i tre quarti delle sue risorse forestali ed è un produttore di energia. Tuttavia, vi è una notevole povertà e malnutrizione. Le condizioni di vita degli agricoltori in questa regione sono povere rispetto all'India nel suo insieme, e la regione è tristemente nota per l'alto numero di suicidi tra i contadini: ci sono stati più di 200.000 suicidi di contadini nel Maharashtra in un decennio, di cui il 70% negli 11 distretti della regione di Vidarbha.

## Politica
Essendo culturalmente, politicamente e finanziariamente distinto dal resto del Maharashtra, vi sono state richieste per uno stato separato di Vidarbha fin dal 1960, quando il Vidarbha fu incluso nel neonato stato del Maharashtra. La questione è rimasta all'ordine del giorno, soprattutto a causa della percepita negligenza da parte del governo del Maharashtra rispetto alla regione. La separazione del Vidarbha è tuttavia osteggiata dall'influente partito nazionalista marathi Shiv Sena.